# Roberto Herrera
Roberto Herrera (ur. 5 września 1963) – tancerz tanga argentyńskiego urodzony w San Salvador de Jujuy, nauczyciel i choreograf. 
Zaczął się uczyć argentyńskich tańców folklorystycznych w wieku 8 lat. Od 1986 do 1990 był tancerzem  Ballet Popular Argentino kierowanym przez  "El Chúcaro" Santiago Ayala i Normę Viola.
Uznawany za spadkobiercę Antoniego Todara, rozpoczął karierę w latach 1980. i od tego czasu występował na całym świecie z pokazami tanga. Występował wraz z  Vaniną Bilous jako tancerze wraz z orkiestrą Osvalda Pugliese.
W 1986 roku występował w filmie Tango Bar w reżyserii Marcosa Surinagi.